# アリス・ド・レイシー (第4代リンカーン女伯)
第4代リンカーン女伯・第5代ソールズベリー女伯アリス・ド・レイシー（Alice de Lacy, 4th Countess of Lincoln, 5th Countess of Salisbury, 1281年12月25日 - 1348年10月2日）は、イングランド貴族の女性。

## 生涯

### 生い立ち
アリスは、リンカーン伯ヘンリー・ド・レイシーとソールズベリー女伯マーガレット・ロングスピーの一人娘、相続人として1281年のクリスマスにデンビー城で生まれた。母マーガレットは、イングランド王ヘンリー2世の庶子の一人、ウィリアム・ロングスピー（長剣）の曾孫であり、女子相続人であった。ウィリアムのあだ名がその姓の由来であった
。
アリスの幼少期には、悲劇的な事故で兄弟2人が亡くなった。エドマンドはデンビー城の井戸で溺死し、ジョンはポンテフラクト城の欄干から転落死した。これにより、アリスは父と母、それぞれが保持する伯位の推定相続人となり、両親にこれ以上子供が生まれなければ、これらの伯位を相続することとなった。アリスが影響力のある裕福な家系に属していたため、エドワード1世は「9歳の時に」、甥ランカスター伯トマス（ランカスター伯、レスター伯、ダービー伯位の相続人）との婚約を取り決めた。二人は1294年10月28日かそれ以前に結婚した。当時、アリスは13歳、トマスは16歳くらいであった。
この頃には、アリスの両親が男子の跡継ぎを生む可能性はほぼなくなっており、この結婚の取り決めはアリスが有力な相続人の一人となる可能性が高いことを反映していた。リンカーン伯領をはじめとする父から受け継いだ莫大な遺産の大部分はトマスに渡り、トマスの相続人に継承されることになっていた。つまり、アリスとトマスの間に子供がいなくても、アリスの財産は自身の血縁者ではなく夫の相続人に引き継がれることとなった。また、アリスがトマスより長生きした場合、アリスの死後、父の遺産はトマスの相続人に引き継がれることとなった。これは、アリスに子供がいない場合は、父のリンカーン伯領がアリスの死後王室に継承されるという父と国王の合意があったためである。この結婚はうまくいかず、2人の間には子供が生まれず、夫妻は別々に暮らした。アリスはヨークシャーのピカリングにある城でほとんど一人で暮らしていたが、トマスは多くの愛人をもち、少なくとも2人の庶子をもうけた。

### 伯位の継承
アリスの母はアリスの結婚から約15年後の1309年か1310年に亡くなった。アリスは母の爵位と領地を相続し、ソールズベリー女伯となった。夫トマスは、妻の権利によりソールズベリー伯となった。
数年後の1311年2月、父が亡くなると、アリスはリンカーン女伯となった。夫トマスは、妻の権利によりリンカーン伯となり、アリスの父の全ての領地を妻の権利により相続した。そして、義父の死後まもなく、イングランド王エドワード2世にその領地により臣下の礼を取った。
1296年に父から相続した3つの伯領と、妻の2つの伯領の支配権を併せ持つランカスター伯トマスは、イングランドで最も裕福で権力のある人物となった。

### 最初の誘拐
1317年春、アリスはドーセットのキャンフォードの領地から、第7代サリー伯ジョン・ド・ワーレンの騎士数人に誘拐され、サリー伯の要塞であるキャッスル・リーゲートに連れて行かれたが、同時代の年代記作者はアリスがどの程度関与していたか疑問を投げかけている。悪名高きサリー伯は、ランカスター伯トマスを辱めるために誘拐を実行したと考えられている。トマスはサリー伯の離婚を阻止し、チチェスター司教を説得してサリー伯を愛人との不倫で訴追させ、1316年に破門に追い込んだ人物である。
サリー伯のためにアリスを誘拐した騎士の一人、リチャード・ド・セント・マーティンという名の小柄なせむし男が、アリスがランカスター伯と婚約する前にアリスを連れ去って結婚したことを理由に、アリスを自分の妻だと主張したという逸話がある。アリスは婚約当時「9歳」であり、トマスと結婚した当時はまだ12歳であったため、この話は事実ではない。しかし、この逸話は、サリー伯がトマスを辱めるためにどれほどの悪行をしたかを示している。
アリスが誘拐された後、夫トマスはサリー伯に対して私的な戦いを仕掛けたが、アリスの返還を一度も求めなかった。トマスはまた、従兄弟であるエドワード2世が誘拐計画に関与していたと考えていた。アリスがいつ解放されたのかは不明であり、1317年から1322年までのアリスの行方は不明である。また、古いバラッドに基づいて、この時期にアリスがトマスと離婚したと考える者もいる。しかし、その後の国王によるアリスの扱いは、アリスがトマスと結婚したままであったことを示唆している。
ランカスター家のトマスは、国王に対する反乱が失敗に終わった後、ボローブリッジで捕らえられた。1322年3月22日、トマスはアリスの実家であったポンテフラクト城において反逆罪で処刑された。そこはトマスのお気に入りの居城となっていた。トマスの死により、アリスは両親から受け継いだ莫大な遺産を初めて管理することになった。トマスの財産は王室に没収されたが、妻の権利に基づいて夫が支配していた財産、つまりアリスの相続財産は法的に没収対象には含まれなかった。しかし、国王は反逆者の未亡人であるアリスを罰し、アリスの領地を没収する別の方法を見つけた。

### 投獄
数日後の1322年3月、国王はアリスをヨークで逮捕し、投獄した。アリスの継母ジョーン・マーティンも投獄された。ジョーンの2番目の夫であるニコラス・ド・オードリーは、5年前の1316年に亡くなっていた（ジョーンは1322年10月に亡くなっている）。アリスと同年齢のジョーンがなぜ投獄されたのかは不明である。1318年に国王がジョーンを「法廷を妨害しようと企てた」と非難したことへの恨みからか、あるいは単にアリスの逮捕時にそこにいたためであったのかもしれない。
投獄され、処刑の脅威にさらされたアリスは、1322年6月26日、父から相続した領地の大部分を国王に明け渡し、これらの領地の一部のみ自らが保持することを決意した。これは事実上、リンカーン伯領以前から一族が保持していたポンテフラクトなどの領地を国王が強奪したものであった。当時、アリスは国王の「特赦」により、一部の領地を終身保有することを許されていた。強奪された領地の多くは、国王から父ヒュー・ディスペンサーとその息子、国王の姻戚関係にある寵臣小ディスペンサーに与えられた。二人は1322年5月に亡命先からイングランドに帰還し、アリスの領地を「合法的に」取得しようとする国王の企みに加わった。特に、父ヒュー・ディスペンサーにはデンビーが与えられた。ディスペンサー家へのアリスの領地譲渡の「合法性」を裏付けるため、国王はアリスに小ディスペンサーを「親族」と呼ばせた。
アリスは、2万ポンドという途方もない賠償金を国王に支払うまで釈放されなかった。賠償金を支払うことで、希望すれば再婚が認められることとなり、相続財産の残りの領地も与えられた。1322年9月20日、エドワード2世はリンカーン城の城代の地位をアリスの権利と相続財産として与え、リンカーン伯領の収入の3分の1の代わりに父が受け取っていた年金を終身受け取ることとなった。ソールズベリー伯位は1322年3月に国王に返還されたが、リンカーン伯位は1322年12月にアリスに返還された。
それでもなお、釈放後、アリスは「自己防衛」のために事実上の自宅軟禁状態に置かれた。この間、アリスはさらに遺産の一部を処分せざるを得なくなり、今度は母から相続した領地から処分することになった。 1317年にアリスを誘拐したジョン・ド・ワーレンは、西部にあるアリスの多くの荘園を終身で与えられ、小ディスペンサーはリンカンシャーにあるアリスの荘園の一つを与えられた。没収された多くの領地の一部は、1331年にイングランド王エドワード3世にから終身で返還された。

### 再婚
1324年、おそらく復活祭前、少なくとも11月10日前には、アリスはユーバラス・ル・ストレンジと結婚した。42歳であったアリスは、この結婚で子供を産むことは期待されていなかったが、実際に子供は生まれなかった。この結婚は愛情深く幸せなものであったようである。ユーバラスは文書の中でアリスを「愛しい伴侶」と記しており、妻の権利としてリンカーン伯位を主張する権利があったにもかかわらず、それを主張することはなかった。しかし国王はこれを懸念し、アリスがこの結婚前に手放さざるを得なかったすべての財産を確認するよう要求した。ユーバラスが妻の権利としてそれらの財産を主張できないようにするためである。アリスの協力に対する褒美として、国王はアリスに与えていた終身の財産を確定し、最初の夫トマスの負債を免除した。
1326年に王妃イザベラとロジャー・モーティマーによって幽閉されていたエドワード2世は、1327年1月に王太子エドワードに譲位を強要された。エドワード2世は1327年9月にイザベラとモーティマーの手の者により暗殺されたと一般に信じられていた。息子のエドワードが未成年であったため、イザベラが摂政となった。ディスペンサー家に与えられていたアリスの領地は、1326年にイザベラによってディスペンサーが処刑された際にエドワード2世に返還された。イザベラは、名目上は息子のものであったこれらの領地を掌握するようになった。イザベラはアリスの正当な遺産の多くを私物化し、ロジャー・モーティマーはデンビーを所有した。
1330年、エドワード3世は母とモーティマーから政権を奪取した。エドワード3世はアリスの遺産の大半を引き継ぎ、デンビーの領主権を含むすべてを、モーティマー打倒に尽力した親友のウィリアム・モンタギューに与えた。モンタギューはまた、1322年にアリスから奪われていたソールズベリー伯位も受け継いだ。アリスの夫ユービュラスは、1330年にエドワード3世がイザベラとモーティマーを失脚させようと企てた陰謀に関与していたため、アリスとユーバラスはその補償としてアリスの領地の一部を返還された。これはおそらくアリスの成人後で最も安定した時期であった。アリスと2度目の夫ユーバラスは多くの栄誉、領地や金銭、そして職務を与えられた。ユーバラスは1335年9月に死去した。喪に服したアリスは貞潔の誓いを立てた。

### 2度目の誘拐
多くの遺産を相続したアリスは、当時54歳であったにもかかわらず、長く未亡人のままでいることはなかった。1335年末か1336年初頭、彼女はボリングブルック城から誘拐され、貞潔の誓いを無視して、フレイン男爵ヒュー・ド・フレインに「強姦」された（教皇からの手紙には、アリスが強姦を「許した」と非難されている）。アリスは1336年3月20日までにフレインの妻となった。歴史家マイケル・プレストウィッチは著書『三人のエドワード』の中で、この誘拐事件について次のように記している。
1336年、ボリングブルック城で劇的な出来事が起こった。アリスは再び誘拐されたが、今回はヒュー・ド・フレインであった。フレインはアリスの召使数名と共謀して城に入り、広間でアリスを捕らえた。アリスは持ち物をまとめるために部屋に行くことを許されたが、降りると馬にしっかりと乗せられた。その時になって初めてアリスは事態の深刻さに気づき、逃げようと慌てて馬から落ちた。花婿により後ろから支えらえるようにして馬に乗せられた後、サマートン城へと連行された。記録によると、そこでヒューはアリスを強姦した。アリスは当時50代半ばであったため、ヒューはアリスの肉体的な魅力よりも広大な領地に惹かれた可能性が高い。中世の強姦事件でよくあるように、二人はすぐに結婚した。アリスがこの結婚を全く望まない犠牲者ではなかった可能性もある。
結婚は国王の許可なく行われたため、リンカーン、オックスフォード、その他多くの伯領の長官に、ヒュー・ド・フレインとリンカーン女伯アリスの領地、財産、動産を国王の手に引き渡し、更なる命令があるまで保管するよう命令が下された。ヒューがボリングブルック城からアリスを無理やり連れ去ったため、国王は二人を別々に幽閉するよう命じていたが、ヒューとアリスはサマートン城から逃亡していた。この罪は、おそらく罰金の支払いにより赦されたようで、1336年3月20日には、バークシャーのニューベリーにいるアリスとヒュー・ド・フレインに伝言を届けるよう命令が出され、翌年には他の荘園もアリスに返還された。
ヒュー・ド・フレインは1336年12月か1337年初頭に亡くなったため、莫大な遺産を享受できるほど長くは生きられず、アリスは貞潔の誓いを再び立てた。

### 2度目の投獄
1337年5月4日、アリスは再び幽閉されたと訴えた。ユーバラスの甥で相続人のロジャー・ル・ストレンジ（アリスの死後、ユーバラス自らが所有していた財産を相続していた）は、レイシーズのサー・ジョン・ド・レイシー（アリスの庶出の異母兄弟）らと共に、アリスのボリングブルック城に押し入り、アリスを投獄し、馬20頭を奪い、家財道具を奪い、部下や召使たちに暴行を加えた。間もなくロジャーとの争いは解決し、1337年6月20日、アリスは国王がアリスとユーバラスに共同で与えていたいくつかの荘園の終身所有権をロジャーに譲渡する許可を得た。
アリスは、エドワード2世の治世の間（トマスとの結婚、最初の未亡人時代、そしてユーバラスとの結婚初期）の文書の中で、レディ・アリス、あるいはリンカーン女伯アリス・ド・レイシーと呼ばれている。後年、アリスはリンカーン女伯、あるいはユーバラス・ル・ストレンジの未亡人と名乗った。アリスは1348年10月に66歳で亡くなり、バーリングス修道院で2番目の夫ユーバラスの隣に埋葬された。アリスの死の数か月前、アリスの最初の夫ランカスター伯トマスの甥にあたる、初代ランカスター公ヘンリー・オブ・グロスモントが、アリスの代理として領地の一つに対する破壊行為に関する訴訟（オイヤー・アンド・ターミナー）の請願者として出廷した。しかし、ランカスター公の行動には個人的な動機があった。最初の結婚契約では、ランカスター公はアリスが父の遺産から残っていた土地の相続人であり、訴訟はランカスター公が相続する予定の領地の一つへの破壊行為と密猟に関するものであったためである。それでも、歴史家リンダ・ミッチェルは、ランカスター公がアリスのために責任を引き受けたことは「彼の家族によって非常に恥ずべき不当な扱いを受けた女性への敬意の表れ」と見ることができると考えている。フレイン男爵の死後、アリスの生涯最後の10年間、アリスが要請したオイヤー・アンド・ターミナー（特別裁判）においてもエドワード3世の支援を受けていたとみられ、これらは迅速に行われ、徹底的な調査が行われたようである。

### 死
アリスは1348年、バーリングス修道院で子を残さずに亡くなった。リンカーン伯位はアリスの死とともに消滅した。最初の結婚の際の取り決めにより、父の遺産のうち残りの領地は最初の夫の甥である初代ランカスター公ヘンリー・オブ・グロスモントに渡り、母の遺産のうち残りの領地は従兄弟のジェームズ・ド・オードリーが相続することになっていた。オードリーはアリスの継母で、父の未亡人ジョーン・マーティンと再婚相手との間に生まれた息子でもあった。しかし、リンカーン女伯およびソールズベリー女伯としてアリスが保持していた広大な荘園と比較すると、死後に残せるものは比較的少なかった。アリスの領地の多くは1322年と1323年に王室に没収されており、回復された領地については終身相続権を与えられていた。国王からアリスとその2番目の夫ユーバラス・ル・ストレンジに共同で与えられたその他の領地は、ユーバラスの死後アリスの終身所有となり、その後ユーバラスの相続人である甥のロジャー・ル・ストレンジに渡った。